# Operacja Barclay
Operacja Barclay − akcja dezinformacyjna skierowana w czasie II wojny światowej przeciw siłom zbrojnym państw „Osi” w celu osłony alianckiej inwazji na Sycylię w lipcu 1943 roku. Zatwierdzona przez London Controlling Section (LCS) do realizacji operacja miała kilka wątków, jak działania nieistniejącej armii, wykorzystanie dezinformacji dyplomatycznej, przekazywanie nieprawdziwych informacji przez podwójnych agentów, wywołanie zamętu na Bałkanach, podsuwanie fałszywych dokumentów.

## Tło operacji
Podczas konferencji w Casablance w styczniu 1943 roku Roosevelt i Churchill uzgodnili, że następną akcją zbrojną aliantów będzie lądowanie na Sycylii. Zakładano, że atakujące wojska będą liczyć 160 000 ludzi, do przewiezienia których trzeba będzie 3000 okrętów i barek desantowych.
Sycylia miała być broniona przez dziesięć dywizji włoskich (z czego sześć na wybrzeżu) i dwie doborowe niemieckie: 15 Dywizję Grenadierów Pancernych i 1 Dywizję Pancerno-Spadochronową Hermann Göring, a ponadto przeciwnik mógł w każdej chwili ściągnąć posiłki z Włoch. Dlatego ogromnie ważne było zmylić go co do miejsca uderzenia i tym samym skłonić do rozproszenia swych sił na innych możliwych obszarach działań.

## 12 Armia
Operacja Barclay (brały w tym udział Force A gen. Dudleya Clarke'a) stworzyła nieistniejącą 12 Armię brytyjską na wschodzie Śródziemnomorza. Składała się z dwunastu fikcyjnych dywizji. Hitler podejrzewał, że alianci będą chcieli zaatakować miękkie podbrzusze Europy, czyli Bałkany, a Barclay miała to potwierdzić.
Utworzono również fikcyjną Kwaterę Główną sił desantowych w Oranie. Umieszczenie jej tak daleko na zachodzie miało dać Niemcom do zrozumienia, że Sycylia nie jest zagrożona. Nowa KG 12 Armia, prowadziły intensywną łączność radiową między sobą, jak również z kwaterą Eisenhowera, a nawet z Iranem (15 tysięcy ciągów szyfrowanych znaków dziennie).
Rzecz jasna w przeddzień rzeczywistego lądowania na Sycylii powstała operacyjna kwatera główna pod Tunisem, a 12 Armia i KG w Oranie zniknęły, ale Niemcy jeszcze przez dwa tygodnie wierzyli, że lądowanie na Sycylii jest operacją pozorowaną i oczekiwali nieprzyjaciela u brzegów Sardynii i Grecji.

## Mincemeat i Bałkany
Jako najważniejszą część operacji Barclay Brytyjczycy przeprowadzili operację „Mincemeat”, w ramach której fałszywe dokumenty trafiły do Niemców przez Hiszpanię. 
By umocnić Niemców w przekonaniu, że aliancka inwazja nastąpi w Grecji, Special Operations Executive (SOE), we współdziałaniu z greckim ruchem oporu, przeprowadził „Akcję Animals” − serię ataków na linie kolejowe i drogi na Bałkanach.

## Rezultaty
Podstęp się udał. Oberkommando der Wehrmacht (OKW) uznało, że większa (niż w rzeczywistości) koncentracja wojsk alianckich na wschodzie jest poważnym zagrożeniem, co uwiarygadniało kolejne oszustwa. W tej sytuacji alianckie lądowanie na Sycylii było całkowitym zaskoczeniem.